# St. Mark's School of Texas
The St. Mark's School of Texas er en amerikansk privatskole for drenge. Skolen blev grundlagt i 1950, af en gruppe forretningsmænd fra Dallas, Texas. Skolen har klasser fra børnehaveklasse til 12. klasse.
Af berømtheder der har gået der, kan blandt mange nævnes skuespillerne Tommy Lee Jones og Owen Wilson.
| Skole | Spire Denne artikel om en skole, en uddannelsesinstitution eller uddannelse er en spire som bør udbygges. Du er velkommen til at hjælpe Wikipedia ved at udvide den. |

32°53′25.31″N 96°48′2.74″V / 32.8903639°N 96.8007611°V